# Франсуа Модесто
Франсуа Модесто (фр. François Modesto, нар. 19 серпня 1978, Бастія) — колишній французький футболіст, захисник.
Насамперед відомий виступами за клуби «Кальярі» та «Монако».
Триразовий чемпіон Греції. Володар Кубка Інтертото. 

## Ігрова кар'єра
Вихованець футбольної школи клубу «Бастія» з рідного міста. Дорослу футбольну кар'єру розпочав 1997 року в основній команді того ж клубу, в якій провів два сезони, взявши участь у 16 матчах чемпіонату. 
Своєю грою за цю команду привернув увагу представників тренерського штабу італійського клубу «Кальярі», до складу якого приєднався 1999 року. Відіграв за головну команду Сардинії наступні чотири сезони своєї ігрової кар'єри. Більшість часу, проведеного у складі «Кальярі», був основним гравцем захисту команди. 2003 року провів одну гру на умовах оренди в іншій італійській команді, «Модені», після чого повернувся до «Кальярі», де дограв сезон 2003/2004.
2004 року уклав контракт з клубом «Монако», у складі якого провів наступні шість років своєї кар'єри гравця. Граючи у складі «Монако» також здебільшого виходив на поле в основному складі команди.
До складу грецького «Олімпіакоса» приєднався 2010 року. Протягом наступних трьох сезонів незмінно вигравав із клубом з Пірея національну першість Греції. 
Влітку 2013 року гравець, якому на той час майже виповнилося 35 років залишив Грецію і, повернувшись на батьківщину, уклав однорічний контракт з рідною «Бастією». Провівши в рідному клубі три сезони, 2016 року Модесто завершив кар'єру.

## Статистика виступів

### Статистика клубних виступів
станом на 27 лютого 2012 року
| Сезон      | Команда      | Чемпіонат | Чемпіонат | Чемпіонат | Національний кубок | Національний кубок | Національний кубок | Єврокубки  | Єврокубки | Єврокубки | Усього | Усього |
| Сезон      | Команда      | Ліга      | Ігор      | Голів     | Ліга               | Ігор               | Голів              | Ліга       | Ігор      | Голів     | Ігор   | Голів  |
| ---------- | ------------ | --------- | --------- | --------- | ------------------ | ------------------ | ------------------ | ---------- | --------- | --------- | ------ | ------ |
| 1997/1998  | «Бастія»     | L1        | 2         | 0         | -                  | -                  | -                  | -          | -         | -         | 2      | 0      |
| 1998/1999  | «Бастія»     | L1        | 14        | 0         | -                  | -                  | -                  | -          | 2         | 0         | 16     | 0      |
| 1999/2000  | «Кальярі»    | A         | 22        | 0         | -                  | -                  | -                  | -          | -         | -         | 22     | 0      |
| 2000/2001  | «Кальярі»    | B         | 30        | 3         | -                  | -                  | -                  | -          | -         | -         | 30     | 3      |
| 2001/2002  | «Кальярі»    | B         | 35        | 0         | -                  | -                  | -                  | -          | -         | -         | 35     | 0      |
| 2002/2003  | «Кальярі»    | B         | 20        | 0         | -                  | -                  | -                  | -          | -         | -         | 20     | 0      |
| 2003/2004  | «Модена»     | A         | 1         | 0         | -                  | -                  | -                  | -          | -         | -         | 1      | 0      |
| →2003/2004 | «Кальярі»    | B         | 43        | 0         | -                  | -                  | -                  | -          | -         | -         | 43     | 0      |
| 2004/2005  | «Монако»     | L1        | 28        | 1         | -                  | -                  | -                  | ЛЧ         | 5         | 0         | 33     | 1      |
| 2005/2006  | «Монако»     | L1        | 29        | 2         | -                  | -                  | -                  | ЛЧ + КУЄФА | 2+7       | 0+0       | 38     | 2      |
| 2006/2007  | «Монако»     | L1        | 25        | 1         | -                  | -                  | -                  | -          | -         | -         | 25     | 1      |
| 2007/2008  | «Монако»     | L1        | 27        | 1         | -                  | -                  | -                  | -          | -         | -         | 27     | 1      |
| 2008/2009  | «Монако»     | L1        | 31        | 1         | -                  | -                  | -                  | -          | -         | -         | 31     | 1      |
| 2009/2010  | «Монако»     | L1        | 24        | 0         | КФ                 | 6                  | 0                  | -          | -         | -         | 30     | 0      |
| 2010/2011  | «Олімпіакос» | ГС        | 24        | 2         | КГ                 | 4                  | 1                  | -          | 3         | 0         | 31     | 3      |
| 2011/2012  | «Олімпіакос» | ГС        | 18        | 1         | КГ                 | 3                  | 0                  | -          | 8         | 2         | 29     | 3      |
| Усього     | Усього       | Усього    | 370       | 11        | 13+                | 1+                 |                    |            | 27        | 2         | 413+   | 15+    |

## Титули і досягнення
- Чемпіон Греції (3):

«Олімпіакос»: 2010-11, 2011-12, 2012-13
- Володар Кубка Греції (2):

«Олімпіакос»:  2011–12, 2012–13
- Володар Кубка Інтертото (1):

«Бастія»: 1997